# Orquesta Típica de Piazzolla
L' Orquesta Típica de Piazzolla (alias l'Orchestre de 1946) était un orchestre de tango formé en 1946 à Buenos Aires par le compositeur et bandonéoniste argentin Astor Piazzolla. Il s'agit du premier orchestre de Piazzolla et c'est à partir de ce tremplin qu'il sera le pionnier du "nuevo tango", une nouvelle approche du genre, avec son Octeto Buenos Aires.
Au début de sa carrière, Piazzolla joue dans un certain nombre d'orquesta típicas, dont celui du célèbre bandonéoniste Aníbal Troilo à partir de 1939.  À cette époque, il commence à étudier l'orchestration classique avec Alberto Ginastera, l'éminent compositeur argentin, et prend des leçons de piano avec le pianiste classique argentin Raúl Spivak.  Piazzolla combine cela avec un programme de concerts épuisant dans les clubs de tango le soir et, entre 1944 et 1946, il dirige l'orchestre du chanteur de tango et bandonéoniste Francisco Fiorentino.
Se sentant limité par les contraintes du tango traditionnel, Piazzolla forme son "Orquesta Típica" en 1946 et commence à expérimenter une nouvelle approche de l'orchestration et du contenu musical du tango. Un certain nombre de formations pour l'orchestre ont été essayées, notamment : Astor Piazzolla, Roberto Di Filippo, Angel Genta et Fernando Tell (bandonéon) ; Hugo Baralis, Cacho Gianni, Juan Bibiloni et F. Lucero (violon) ; Atilio Stampone (piano), Angel Molo (violoncelle) et Pepe Diaz (contrebasse), frère du célèbre Kicho Díaz.
Au cours des deux années suivantes, Piazzolla enregistre 30 morceaux avec cet orchestre, principalement de nouveaux arrangements de tangos traditionnels tels que "Taconeando", "Inspiración", "Tierra querida", "La rayuela" et "El recodo", mais aussi un certain nombre de ses propres compositions, notamment "El Desbande" (sa première composition formelle), "Pigmalion", "Villeguita" et "Se Armo".  Ses œuvres deviendront rapidement des classiques du répertoire de certains des orchestres de tango les plus populaires de l'époque, notamment ceux d'Anibal Troilo, d'Osvaldo Fresedo et de Jose Basso.
La musique du jeune Piazzolla s'est imposée comme un son distinct et contemporain qui a commencé à susciter des commentaires parmi les tanguero traditionnels.  En 1950, il ressent le besoin de dissoudre l'orchestre et d'essayer quelque chose de différent, n'étant même pas convaincu à ce stade de sa vie qu'il devrait faire carrière dans le tango.  Il se concentre alors sur l'étude de la musique classique, y compris une année à Paris avec la professeure de composition classique française Nadia Boulanger, avant de retourner à Buenos Aires où il s'engage finalement dans le tango avec la fondation de son prochain ensemble, Octeto Buenos Aires, en 1955.  Cela le place à l'avant-garde du "nuevo tango" et l'entraîne dans une collision frontale avec l'establishment de la musique de tango.

## Projet connexe
- Orchestre typique